# Trox horridus
Trox horridus är en skalbaggsart som beskrevs av Fabricius 1775. Trox horridus ingår i släktet Trox och familjen knotbaggar. Inga underarter finns listade i Catalogue of Life.